# Steve Landesberg
Steve Landesberg (New York, 23 novembre 1936 – Los Angeles, 20 dicembre 2010) è stato un attore e comico statunitense, conosciuto principalmente per il ruolo dell'erudito ed imperturbabile detective Arthur P. Dietrich nella sitcom della ABC Barney Miller.
È stato sposato con Nancy Ross Landesberg, dalla quale nel 1987 ha avuto una figlia, Elizabeth.
È morto di cancro.

## Filmografia parziale

### Cinema
- Blade, il duro della Criminalpol (Blade), regia di Ernest Pintoff (1973)
- La piccola milionaria (Little Miss Millions), regia di Jim Wynorski (1993)
- Svalvolati on the road (Wild Hogs), regia di Walt Becker (2007)
- Non mi scaricare (Forgetting Sarah Marshall), regia di Nicholas Stoller (2008)

### Televisione
- Un amore di contrabbasso (Paul Sand in Friends and Lovers) – serie TV, 9 episodi (1974-1975)
- Barney Miller - serie TV, 124 episodi (1975-1982)